# René Hiddink
René Hiddink (Varsseveld, 19 juni 1955) is een Nederlands voormalig betaald voetballer. Gelijk met zijn broer Karel kwam hij van de amateurs van SC Varsseveld naar BV De Graafschap in Doetinchem waar een andere broer - Guus - al actief was.
Hij speelde op De Vijverberg in Doetinchem van 1976 tot 1981 onder de trainers Evert Teunissen, Ben Polak, Hans Dorjee, Henk Ellens, Pim van de Meent en Huib Ruygrok. In het seizoen 1976/77 werd er in de Eredivisie gevoetbald maar volgde meteen degradatie naar de Eerste divisie. In 1981 ging hij voor het Duitse SV Emmerich-Vrasselt spelen
Na zijn profcarrière werd hij beheerder van Sportcomplex Veldhoek waar De Graafschap de trainingen afwerkte onder leiding van Gert Kruys. Toen laatstgenoemde trainer werd bij FC Dordrecht ging Hiddink met hem mee en werd assistent-trainer/wedstrijdanalist. In de periode hiervoor was Hiddink trainer bij de amateurs van Sint Joris, AD '69 en VVG '25. Medio 2011 verliet hij Dordrecht en daarna was hij tot medio 2012 assistent van Ernie Brandts bij APR FC in Rwanda. In 2013 ging hij in de academie van Red Bull Ghana werken. In mei 2015 tekende Hiddink een driejarig contract als hoofd opleidingen bij Saint-George SA uit Ethiopië. Na een half jaar keerde hij terug naar Nederland. Vanaf november 2016 ging hij in Madagaskar aan de slag in de opleiding van Fosa Juniors FC. Hij werd ook uitgeleend voor het nationale team onder 17. Medio 2019 keerde hij terug uit Madagaskar. Begin 2020 werd hij assistent van Martin Koopman bij het Maldivisch voetbalelftal. In februari 2021 werd hij aangesteld als trainer van het olympisch elftal van de Maldiven en tevens als coördinator bij nationale jeugdteams.